# Incubadora de empresas
Una incubadora de empresas (también conocida como vivero de empresas) es una organización diseñada para acelerar el crecimiento y asegurar el éxito de proyectos emprendedores a través de una amplia gama de recursos y servicios empresariales que puede incluir renta de espacios físicos, capitalización, coaching, networking (es decir acceso a una red de contactos) y otros servicios básicos como telecomunicaciones, limpieza o estacionamiento.[cita requerida]
La incubadora de empresas es un centro de apoyo que brinda asesorías especializadas para evaluar una idea de negocio y lograr que se convierta en una empresa formal. Esta acción es vital, ya que minimiza el riesgo empresarial y aumenta las posibilidades de éxito. 80% 
de los negocios que se formaron independientemente no sobreviven al segundo año de vida.[cita requerida]

Las incubadoras de empresas normalmente son patrocinadas, apoyadas y operadas por compañías privadas, entidades gubernamentales o universidades. Su propósito primordial es ayudar a crear y crecer empresas jóvenes dotándolas del apoyo necesario en servicios técnicos y financieros.

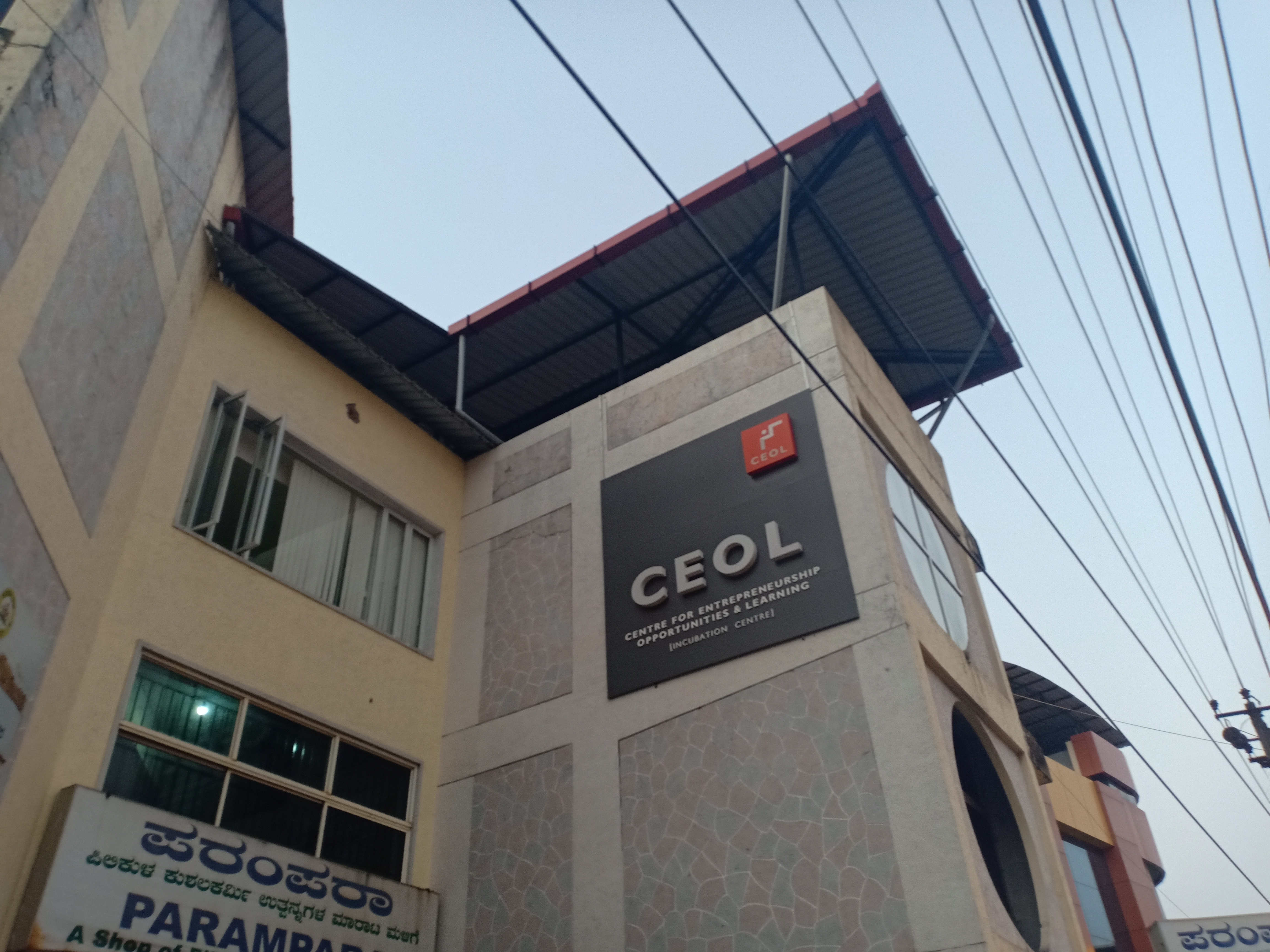
CEOL Startup Incubation Centre; Mangalore, India
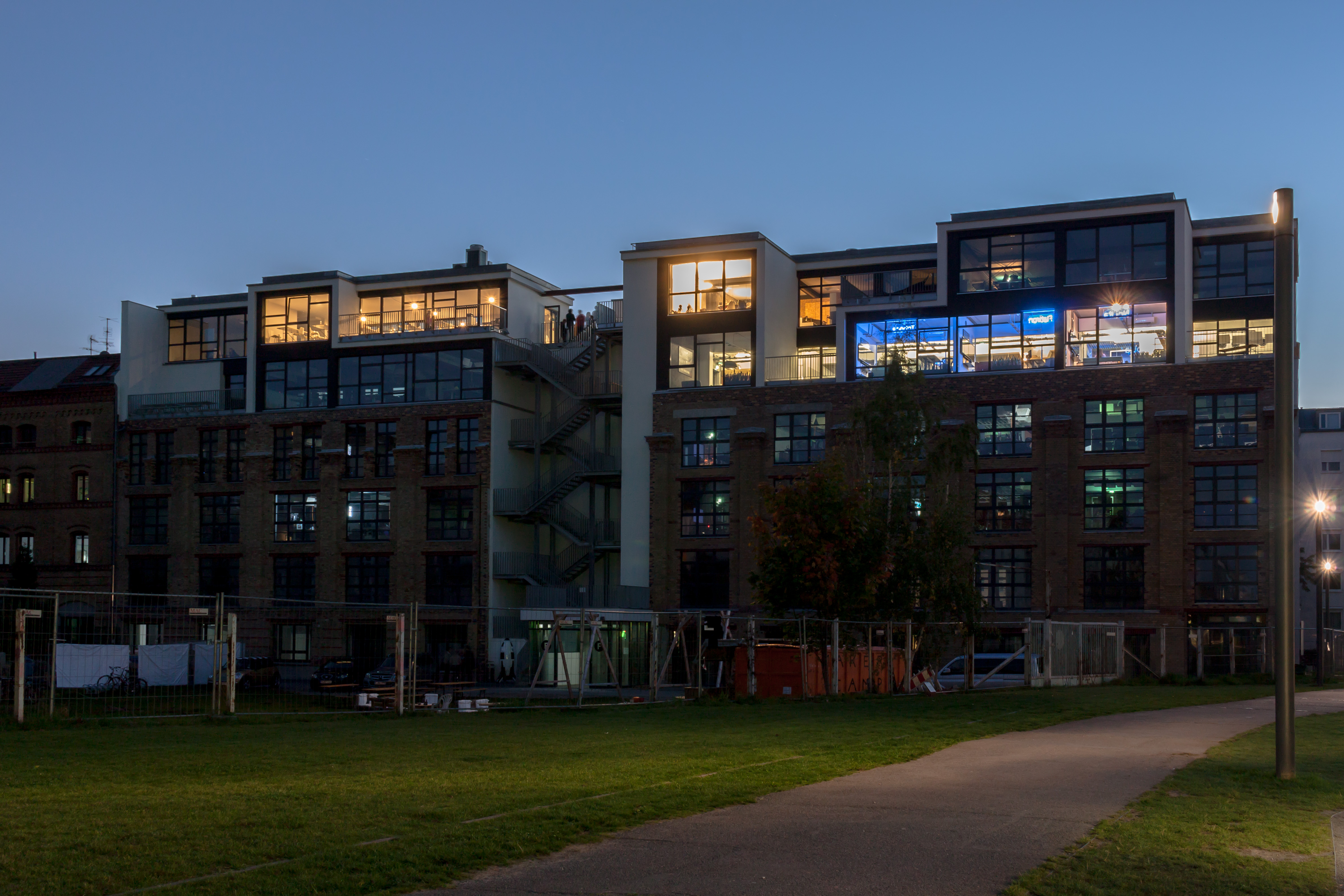
Empleados en una incubadora de empresas en Berlín, Alemania

## Modelo de trabajo
Al ser el objetivo de las incubadoras de empresas la creación de negocios con impacto a largo plazo, y debido a los limitados recursos con los que estas organizaciones operan, los equipos de gestión de las incubadoras establecen criterios de selección para los proyectos candidatos a integrarse a sus modelos de trabajo. Entre los criterios que más destacan en estos procesos de selección están: viabilidad técnica, económica y financiera del proyecto, sector de actividad, calidad de los miembros del equipo emprendedor así como la adaptación a los objetivos específicos de la incubadora.[cita requerida]
Una vez que una incubadora ha aceptado un proyecto emprendedor este pasa a través de un proceso de duración variable de acuerdo al tipo de proyecto pero que usualmente se divide en etapas de pre-incubación, incubación y post-incubación.[cita requerida]

### Pre-incubación
Trata del armado y afinación del plan de negocio de un proyecto emprendedor. El producto final de esta parte del proceso busca la refinación de la idea de negocio, definición del modelo de negocio y validación del mismo a través de procesos de investigación de mercados como encuestas o grupos de enfoque. Esta parte del proceso en las incubadoras de empresas está estrechamente ligada con los procesos de planificación estratégica.[cita requerida]

### Incubación
La fase en que el proyecto se lleva a cabo y se da seguimiento al impacto real de éste. Se prospectan cambios y se verifican objetivos. Implica un periodo de trabajo de entre 12 y 18 meses. En este proceso se implementa la planeación y se desarrollan de manera real los modelos de trabajo planteados en el plan de negocio para las diversas áreas de la nueva empresa como producción, mercadotecnia y recursos humanos.

### Post-incubación
En esta etapa se da seguimiento al proyecto y se fortalecen áreas de oportunidad. El periodo crítico tarda seis meses, pero la asesoría de mejora es constante y por tiempo indefinido.

## Tipos de incubadoras de empresas
Existen una variedad de incubadoras de empresas con características y funciones diferentes. No confundir con las aceleradoras de empresas, que estimulan el crecimiento de empresas ya creadas. 
Apoyan la creación de empresas en sectores tradicionales, cuyos requerimientos de infraestructura física, tecnológica y mecanismos de operación son básicos. Su tiempo de incubación generalmente es de tres a seis meses. Por ejemplo: restaurantes, papelerías, lavanderías, joyería, abarrotes y consultoras, entre otros.[cita requerida]
Las incubadoras de empresas fundamentadas en el desarrollo de estrategias apoyan la constitución de empresas cuyos requerimientos de infraestructura física, tecnológica y mecanismos de operación son semi-especializados e incorporan elementos de innovación. Estas actúan desde el entendimiento del modelo de negocio empresarial y proyecciones estratégicas.  El tiempo de incubación aproximado en estos centros es de 12 meses. Por ejemplo: desarrollo de redes simples, ideas de negocio diferenciadoras, distribuidoras, aplicaciones web, sector alimentos y sector agrícola, comercializadoras, telecomunicaciones y software semi-especializados.[cita requerida]
Una incubadora de alta tecnología apoya la constitución de empresas en sectores avanzados, tales como tecnologías de la Información y comunicación, microelectrónica, sistemas micro-electromecánicos (MEM’S), biotecnología, alimentos y farmacéutico, entre otros. Los proyectos que ingresan a estos centros pueden tardar hasta dos años en ser incubados.[cita requerida]